# Associazione Internazionale di Diritto delle Assicurazioni
L'Associazione Internazionale  di Diritto delle Assicurazioni (AIDA) è una associazione internazionale costituita nel 1960 in Lussemburgo, con lo scopo di promuovere e sviluppare a livello internazionale la collaborazione tra i suoi membri al fine di aumentare lo studio e la conoscenza del diritto assicurativo internazionale e nazionale.

## Storia
L'AIDA venne fondata nel 1960 in Lussemburgo dai massimi esponenti specializzati nel campo assicurativo. Attualmente è presente in cinquanta paesi in tutto il mondo sotto il nome di AIDA, AIDA Europe, CILA e ALIAS. Ha come scopo primo quello di analizzare e divulgare la cultura riguardante il diritto assicurativo. Ad oggi la carica di presidente dell'AIDA a livello internazionale è ricoperta da Peggy Sharon.

## In Italia
La sezione italiana fu fondata da Antigono Donati nel 1960, ed è suddivisa in 14 sezioni regionali. 